# 中央公園 (高雄市)
中央公園位於台灣高雄市前金區，屬於五福商圈的一部份。公園南側有城市光廊，四周圍皆鄰接高雄市的主要交通道路，分別為中山一路、五福三路、中華三路以及民生二路，總面積約12.7公頃。

## 歷史

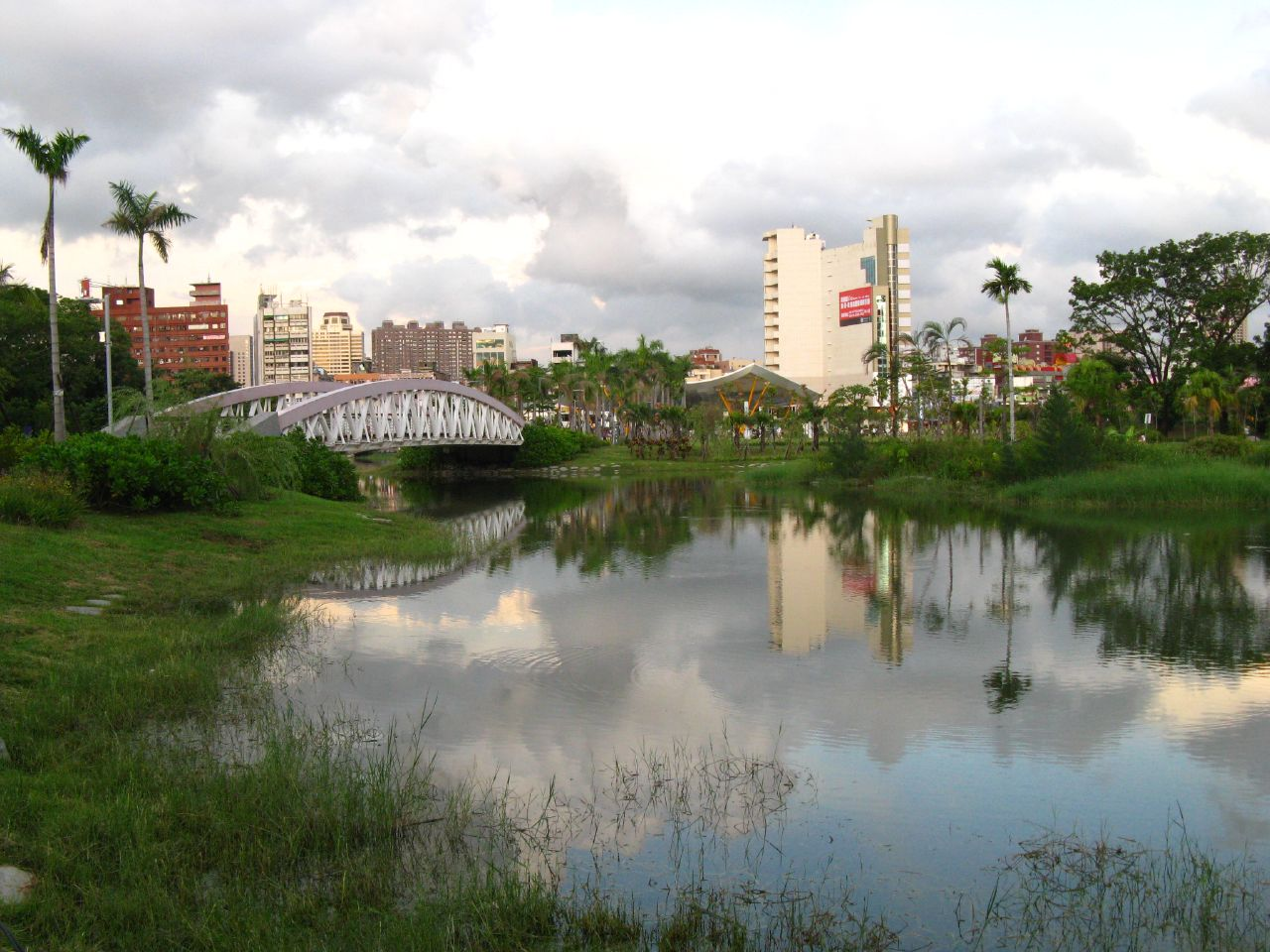
公園內的池塘

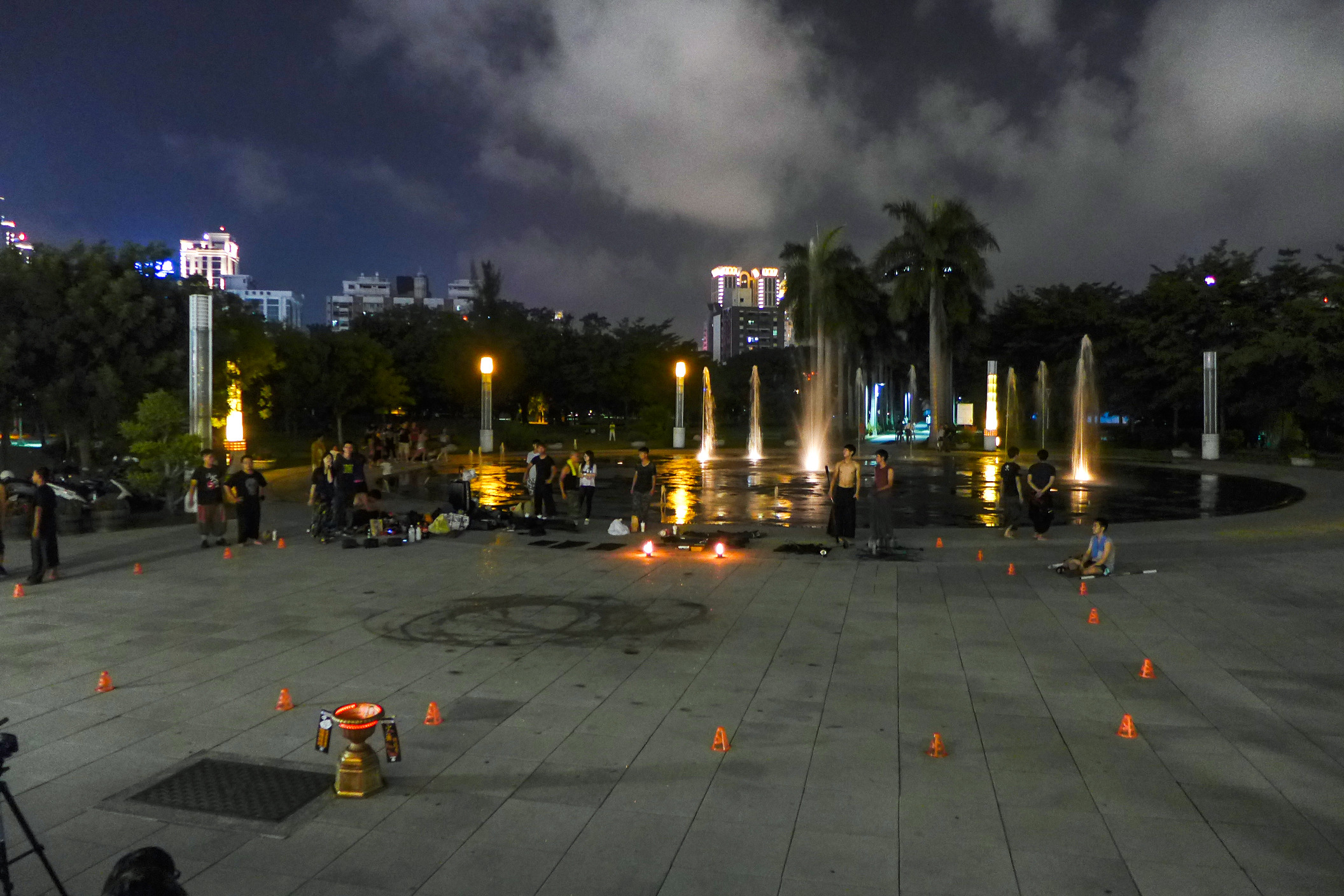
高雄捷運中央公園站1號出口對出的廣場常會有街頭表演

中央公園在1936年台灣日治時期的都市計畫中已有構想及預留地點，在省轄市時期的計畫編號為第十五號公園。公園正式成立於1976年，也因為由扶輪社認養而稱為「扶輪公園」。為了興建高雄地下街及仁愛公園（現高雄市二二八和平公園）將體育場遷移至此處，即中山體育場、前金游泳池，附有網球場、圖書館、籃球場、停車場、游泳池等設施。後來在環保團體建議下，並配合高雄捷運紅線工程，由高雄捷運公司出資拆除中山體育場、前金游泳池，改造成一座森林公園。
2014年2月，高雄市政府於中央公園西北角的高雄文學館旁圍起白籬，計畫興建高雄市立圖書館李科永紀念圖書館，圖書館工程因必須移樹而引發爭議，引起居民組成中央公園護樹護地聯盟展開中央公園護樹行動。

## 交通
- 公車：

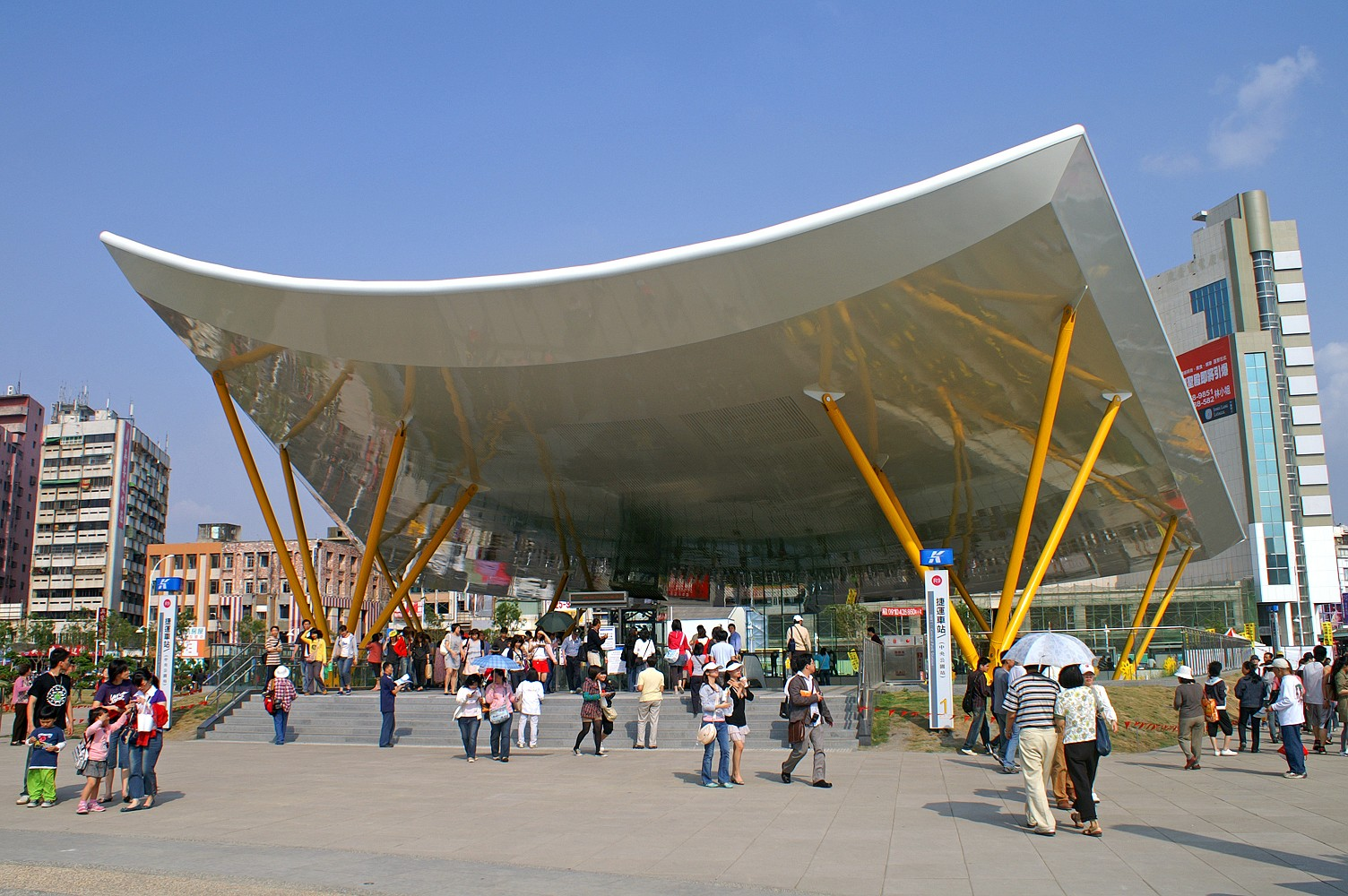
捷運中央公園站1號出口

  - 中山一路（中央公園站，較近一號出口）：高雄市公車12、24B、52、69、72、100、218
  - 五福三路（城市光廊站，較近二號出口）：高雄市公車24B、25、76、77、100、218、五福幹線（50）
  - 中華三路（中央公園站）：高雄市公車33、218、中華幹線（205）
- 捷運： █ 捷運紅線中央公園站

## 鄰近景點
- 大統百貨
- 大立百貨
- 大立精品
- 漢神百貨
- 城市光廊
- 新堀江
- 中央公園站
- 高雄文學館

## 外部連結
- 中央公園 - 高雄旅遊網 （页面存档备份，存于）